# Utica (Kansas)
Utica è un comune (city) degli Stati Uniti d'America della contea di Ness nello Stato del Kansas. La popolazione era di 158 persone al censimento del 2010.

## Geografia fisica
Utica è situata a 38°38′34″N 100°10′08″W (38.642899, -100.169024).
Secondo lo United States Census Bureau, ha un'area totale di 0.24 miglia quadrate (0.62 km²).

## Storia
Il primo ufficio postale a Utica è stato aperto nel 1879.
Utica prende questo nome da un pioniere di nome C.W. Bell che proveniva dalla città di Utica nello Stato di New York.

## Società

### Evoluzione demografica
Secondo il censimento del 2010, c'erano 158 persone.

### Etnie e minoranze straniere
Secondo il censimento del 2010, la composizione etnica della città era formata dal 95,6% di bianchi, lo 0,6% di afroamericani, lo 0,6% di asiatici, l'1,3% di altre razze, e l'1,9% di due o più etnie. Ispanici o latinos di qualunque razza erano l'1,3% della popolazione.